# 松石站
松石站（：／ Songseok yeok */?）曾經为韩国铁路旌善线上的一座鐵路站，位于江原道旌善郡，已于1983年废止。
- 1977年8月1日 - 落成启用。
- 1983年2月1日 - 停止使用。